# Riley Reid
Riley Reid (* 9. července 1991) je americká pornoherečka.

## Život
Narodila se 9. července 1991 v Loxahatchee ve státě Florida. Nějakou dobu pracovala jako striptérka a v roce 2010 vstoupila do pornografického průmyslu. Vystupuje od svých 19 let. Zpočátku používala umělecké jméno Paige Riley. Během své kariéry získala spousty ocenění a často je považována za jednu z nejznámějších pornohereček na světě.
Od roku 2023 produkuje pornografický materiál na svých vlastních webových stránkách. Dále se věnuje návrhům oblečení společnosti Eighteen Plus.